# Пенелеј
Пенелеј је у грчкој митологији било син Хипалкима и Астеропе.

## Митологија
Био је један од Аргонаута, а пошто је био Хеленин просилац, учествовао је у тројанском рату као лидер Беоћана и био је међу јунацима сакривеним у тројанском коњу. Убио га је Еурипил, Телефов син, а сам је био заслужан за смрт Тројанаца Илионеја и Ликона (према Хомеровој „Илијади“) и можда Кореба. Пенелеј је имао сина Офелта.